# Malattia da siero
La malattia da siero (o reazione da siero; codice MeSH: D012713) è una reazione avversa a un antisiero, il meccanismo patogenetico della quale consiste in una ipersensibilità mediata da immunocomplessi, che si verificano 5-10 giorni dopo l'esposizione. È un tipo di ipersensibilità, in particolare l'ipersensibilità al complesso immunitario (tipo III). Il termine "reazione simile alla malattia da siero" (SSLR) è usato occasionalmente per riferirsi a malattie simili che derivano dall'introduzione di alcune sostanze non proteiche, come la penicillina. Fu descritta per la prima volta da Clemens von Pirquet e Béla Schick nel 1906..
La malattia da siero ha una notevole importanza storica, essendo stata la prima affezione a patogenesi immunitaria riconosciuta, e ha importanza teorica in quanto offre un modello paradigmatico per le reazioni patologiche da «immunocomplessi», ossia aggregati di antigene (Ag) e anticorpo (Ac) in circolo.

## Storia
La patologia venne descritta per la prima volta nel 1905 da Clemens von Pirquet e dal suo collaboratore Béla Schick i quali svolgevano la loro attività all'Universitätsinstitut für Serotherapie (Istituto Universitario di Sieroterapia) diretto a Vienna da Rudolf Kraus. In seguito ai lavori di Behring e Kitasato, già all'inizio del XX secolo la sieroterapia era ormai entrata nella terapia medica corrente e gli antisieri immunizzanti, generalmente di cavallo, erano somministrati per via parenterale. Pirquet e Schick non solo diedero una descrizione corretta della sintomatologia e del decorso della sindrome, ma soprattutto mostrarono i rapporti cronologici intercorrenti tra la somministrazione del siero e la comparsa dei sintomi. All'incirca 8-13 giorni dopo la somministrazione parenterale di antitossina di cavallo anti-difterite, nei pazienti insorgeva una sindrome caratterizzata da eruzione cutanea, febbre, artralgia, linfadenopatia regionale, edema facciale e albuminuria. Un quadro clinico simile veniva rilevato anche dopo l'iniezione di altre antitossine o antiveleni ottenuti da animali differenti dal cavallo.
A differenza della maggior parte delle altre forme di ipersensibilità, la malattia da siero era scatenata da una sola somministrazione di siero eterologo. Nel caso il soggetto fosse già stato esposto in passato all'antigene, ne risulta una patologia caratterizzata da un periodo di latenza più corto, sintomi più eclatanti e un decorso clinico più breve.
Delle patologie clinicamente simile alla malattia da siero insorgono talora dopo somministrazione parenterale di sostanze non-proteiche, di solito farmaci come le penicilline o alcuni farmaci antinfiammatori non steroidei: "reazioni simili alla malattia da siero" (in inglese: "serum sickness–like reaction", sigla SSLR). La patogenesi della SSLR non è dovuta tuttavia necessariamente a immunocomplessi.

## Patogenesi
Quando viene somministrato un antisiero, il sistema immunitario umano può confondere le proteine presenti con antigeni dannosi. Il corpo produce anticorpi, che si combinano con queste proteine per formare complessi immunitari. Questi complessi precipitano, entrano nelle pareti dei vasi sanguigni e attivano la cascata del complemento, iniziando una risposta infiammatoria e consumando gran parte del componente 3 del complemento disponibile (C3). Il risultato è una vasculite leucocitoclastica. Ciò provoca ipocomplementemia, un basso livello di C3 nel siero. Possono anche causare più reazioni con conseguenti sintomi tipici di malattia da siero.
Gran parte delle conoscenze sulla fisiopatologia delle reazioni da immunocomplessi deriva da studi sperimentali, svolti a partire dalla fine dagli anni cinquanta, che prevedevano la somministrazione di antigeni proteici eterologhi nell'animale talora marcati con Iodio radioattivo 131I. Dagli studi sperimentali si concluse che la malattia da siero fosse una patologia da complessi immuni, e che il tipo di complesso immune dipendeva dalle dimensioni della molecola, dalla carica, dalla struttura, dal titolo e dalla valenza dell'antigene. Tipicamente, i pazienti producono immunoglobuline del tipo di IgG contro le proteine eterologhe formando complessi immuni; quelli con le IgM sono meno comuni e vengono rimossi più velocemente dal sistema reticoloendoteliale. Ammine vasoattive, con la mediazione delle IgE, possono causare eruzioni cutanee simili all'orticaria e possono innescare ulteriormente l'attivazione del complemento.
Dopo una singola iniezione di proteine eterologhe, l'antigene è in equilibrio tra sangue e tessuti. Si sviluppa una risposta anticorpale primaria, con piccoli complessi immuni solubili formati in eccesso di antigene. Questi complessi sono rimossi facilmente dal circolo senza provocare ulteriori processi infiammatori. Nella fasi successive aumenta la formazione di questi immunocomplessi di piccole dimensioni che si depositano nei piccoli vasi e attivano il complemento. Le cellule endoteliali aumentano l'espressione di adesione delle molecole, e citochine proinfiammatorie sono rilasciate da monociti e macrofagi. Di conseguenza, viene arruolato un numero maggiore di cellule infiammatorie, e si sviluppa necrosi dei piccoli vasi. La sintomatologia si sviluppa di solito 1-2 settimane dopo l'iniezione dell'antigene. In alcuni pazienti con malattia da siero possono essere presenti crioglobuline sieriche che in realtà sono complessi immuni circolanti in vivo. Col trascorrere del tempo gli antigeni liberi nel sangue continuano a diminuire e i complessi immuni sono progressivamente rimossi dai macrofagi circolanti. Alla fine l'antigene non è più determinabile, mentre il titolo degli anticorpi circolanti continua a salire. La guarigione clinica è di solito evidente dopo 7-28 giorni, quando i complessi immuni di piccole dimensioni in eccesso sono eliminati dal sistema reticoloendoteliale.

### Cause
Alcuni dei farmaci associati alla malattia da siero sono:
- allopurinolo
- barbiturici
- captopril
- cefalosporine
- crofab
- griseofulvina
- penicillina
- fenitoina
- procainamide
- chinidina
- streptochinasi
- sulfamidici
- rituximab
- ibuprofene
- infliximab
- ossicodone

## Epidemiologia
L'incidenza delle reazioni da siero sta diminuendo poiché la somministrazione di antigeni eterologhi nella terapia medica è stata perfezionata. In un recente trial clinico, teso a valutare l'efficacia e la sicurezza di anticorpi monoclonali ricombinanti murini sul fattore alfa di necrosi tumorale umana in pazienti con sepsi, reazioni di malattia da siero furono notate in 15 su 645 (2.3%) pazienti del gruppo di trattamento. La frequenza della malattia da siero è correlata alla dose. In uno studio, sviluppò malattia da siero il 10% di pazienti che ricevano 10 mL di antitossina del tetano, mentre la somministrazione di 80 mL, o più, di siero determinò la malattia in pressoché tutti i pazienti. La frequenza della malattia da siero varia anche in funzione del tipo di antigene. Il siero antirabbia determinò un'incidenza di malattia da siero più alta (16.3%) dell'antitossina contro il tetano (2.5-5%).

### Prevenzione
Evitare le antitossine che possono causare la malattia da siero è il modo migliore per prevenire la malattia da siero. Sebbene, a volte, i benefici superino i rischi nel caso di un morso o una puntura potenzialmente letali. Antistaminici o corticosteroidi profilattici possono essere usati in concomitanza con l'antitossina. I test cutanei possono essere eseguiti in anticipo per identificare le persone che potrebbero essere a rischio di reazione. I medici devono sensibilizzare i loro pazienti sui farmaci o sulle antitossine a cui sono allergici in caso di reazione. Il medico sceglierà quindi un'antitossina alternativa se è appropriata o continuerà con le misure profilattiche.

## Sintomatologia
La sintomatologia può esordire da otto a quattordici giorni dopo l'esposizione e può comprendere:
- Eruzioni cutanee orticarioide o morbilliforme
- Dolore alle articolazioni (artralgia)
- Febbre
- Ingrossamento dei Linfonodi (linfadenopatia)
- Diminuita pressione sanguigna (ipotensione); talora shock
- Aumento di volume della milza (splenomegalia)

Anche se talora (raramente) si hanno forme molto gravi, risultato di glomerulonefriti o di gravi complicanze neurologiche, la malattia da siero di solito si autolimita e la guarigione è la regola.

## Diagnosi
La diagnosi si basa sull'anamnesi fornita dal paziente, compresi i farmaci recentemente assunto.

## Trattamento
Con l'interruzione dell'agente o degli agenti offensivi, i sintomi di solito scompaiono entro 4-5 giorni.
I corticosteroidi, antistaminici e analgesici sono la principale linea di trattamento. La scelta dipende dalla gravità della reazione.
È stato anche descritto l'uso della plasmaferesi .